# Thioxanthone
| Thioxanthone           |
| ---------------------- |
| Thioxanthon            |
| 2-Isopropylthioxanthon |
| 4-Isopropylthioxanthon |
| 2-Azathioxanthon       |
| 4-Azathioxanthon       |

Thioxanthone sind aromatische Oxoverbindungen und bilden in der Chemie eine Stoffgruppe von organischen Verbindungen, deren Stammverbindung das Thioxanthon ist.

## Herstellung
Die photochemische Synthese von 2-Alkylthioxanthonen, 2-Azathioxanthonen
und 4-Azathioxanthonen wurde von Klaus Praefcke beschrieben.

## Verwendung
Isopropylthioxanthone (ITX) werden als Fotoinitiator (Polymerisationsstarter) beim UV-Offsetdruck eingesetzt. Meist wird dabei ein Gemisch aus 2- und 4-Isopropylthioxanthon verwendet. ITX-Spuren aus bedruckten Lebensmittelverpackungen wurden 2005 in Milchprodukten zur Säuglingsernährung nachgewiesen.